# ECコメルシアウ
ECコメルシアウ (ポルトガル語: Esporte Clube Comercial) は、ブラジル・マットグロッソ・ド・スル州カンポ・グランデを本拠地とするサッカークラブである。ブラジル国内には同名クラブが他にもあるため、コメルシアウ-MS (Comercial-MS) と表記されることがある。

## 歴史
1943年3月15日、エテオクレス・フェレイラとその他のドン・ボスコ校の生徒たちによって創設された。彼らは裕福な農家と小売商の子息たちだった。1948年、クラブの会長にジャミウ・ナグリスが選ばれ、彼はクラブカラーを現在のものに変更した。1967年9月12日にカンポ・グランデで行われた試合において、コメルシアウはペレ、アグスティン・セハス、クロドアウド、カルロス・アウベルトを擁する強豪サントスを1-0で破った。得点者はジウだった。
1973年、カンピオナート・ブラジレイロ・セリエAに初参戦し、26位で終えた。1975年、カンピオナート・マトグロッセンセ（マットグロッソ州選手権）での唯一のタイトルを獲得した。1979年、カンピオナート・スル＝マトグロッセンセ（マットグロッソ・ド・スル州選手権）の第1回大会に参戦した。コメルシアウは決勝でオペラリオに敗れた。
1982年、カンピオナート・スル＝マトグロッセンセに初優勝した。1986年のカンピオナート・ブラジレイロ・セリエAでは35位で、これが現在まで最後の同大会参戦となっている。1994年、コパ・ド・ブラジルに初参戦した。1回戦、2回戦を突破したが、準々決勝でエスピリトサント州のリニャレスに敗れた。
2002年、コパ・セントロ＝オエステ準決勝に進んだが、ガマに敗れた。

## タイトル
- カンピオナート・スル＝マトグロッセンセ : 9回
  - 1982, 1985, 1987, 1993, 1994, 2000, 2001, 2010, 2015
- カンピオナート・マトグロッセンセ : 1回
  - 1975

## スタジアム
ホームスタジアムのエスタジオ・ウニヴェルシターリオ・ペドロ・ペドロシアン、通称モレノンは1977年に会場し、収容人数は24,000人。
また、CTヴィラ・オリンピカという練習グラウンドを保有している。

## ライバル
最大のライバルはオペラリオである。2クラブによるダービーはコメラリオ (Comerário) と呼ばれ、50年以上の伝統がある。コメルシアウとオペラリオは、いずれもカンピオナート・スウ＝マトグロッセンセとカンピオナート・マトグロッセンセに優勝しており、異なる州の選手権に優勝した経験を持つブラジルでただ2つのクラブである。

## クラブカラー
創設当時、オペラリオのクラブカラーは赤、緑、黒だった。
1948年、クラブ会長のジャミウ・ナグリスが現在のものに変更した。

## 愛称
クラブの愛称コロラド (Colorado) は「赤」を意味し、そのクラブカラーに由来する。またブラジルの民間伝承にある妖精サシに由来するサシ (Saci) あるいはサシ・ダ・ヴィラ (Saci da Vila) という愛称でも知られる。

## マスコット
マスコットは鷲。

## 歴代所属選手
- ジョアルレン・バティスタ・サントス
- ウィリアン・シャヴィエール・バルボーザ 2000
- ワグネル・ピレス・デ・アウメイダ 2008
- リカルド・アパレシード・タバレス 2010
- ドゥグラス・ダヴィ・フェルナンデス 2011
- ファグネル・ヒベイロ・ダ・コスタ 2015
- ジョナタン・ダ・シルバ・ペレイラ 2016
- レアンドロ・アパレシド・パジーリャ・ジ・オリベイラ 2017